# Pedro Corral Revuelta
Pedro Corral Revuelta (Santander, Cantabria, 28 de junio de 1948) es un exfutbolista español. Jugó de portero en equipos como el Racing de Santander o el Real Madrid.

## Trayectoria
Sus primeros pasos futbolísticos los dio en el histórico Toluca de Santander, pasando posteriormente por el Racing de Santander (1965-71), Real Madrid (1971-76), aunque jugó cedido cuatro temporadas en el Club Deportivo Castellón (1972-76). Acabó en el Club Deportivo Málaga (1976-80).
Con el Málaga logró el Trofeo Zamora de Segunda.